# Nieuw-Balinge
Nieuw-Balinge est un village situé dans la commune néerlandaise de Midden-Drenthe, dans la province de Drenthe. Le 1er janvier 2007, le village comptait 796 habitants.

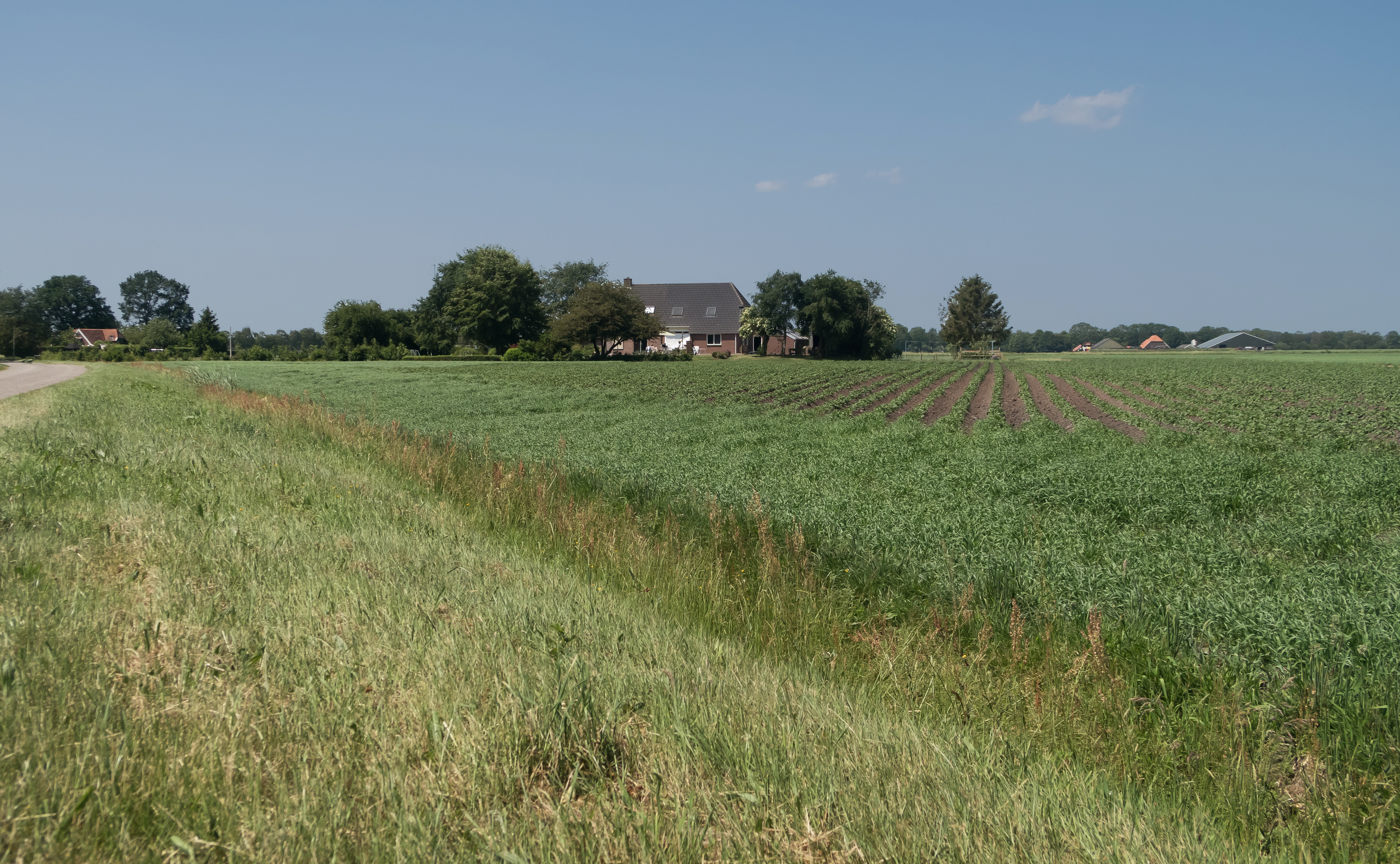
Ferme entre Nieuw Balinge et Meppen

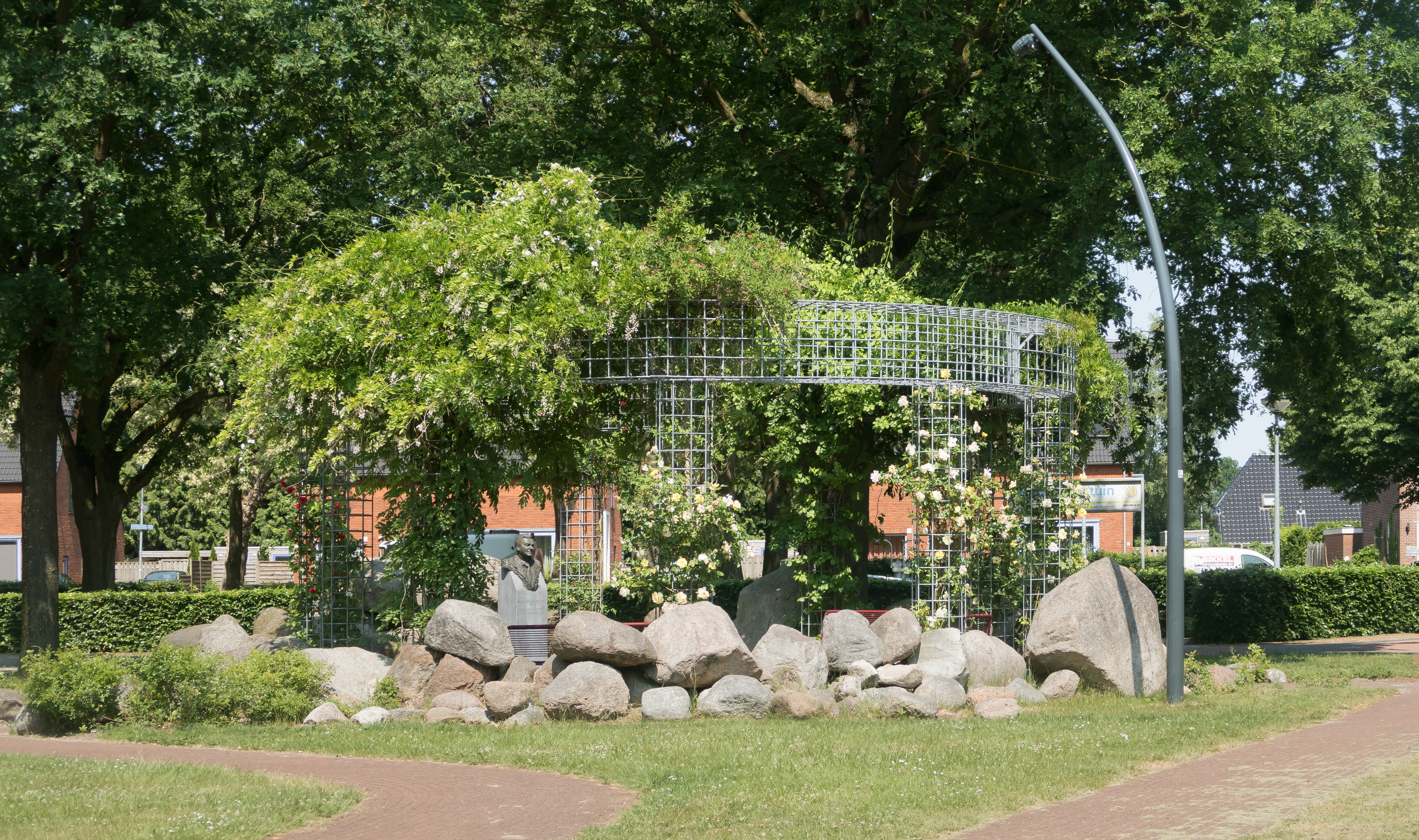
Buste de l'instituteur Siebering dans une pergola